# Patrick Pender

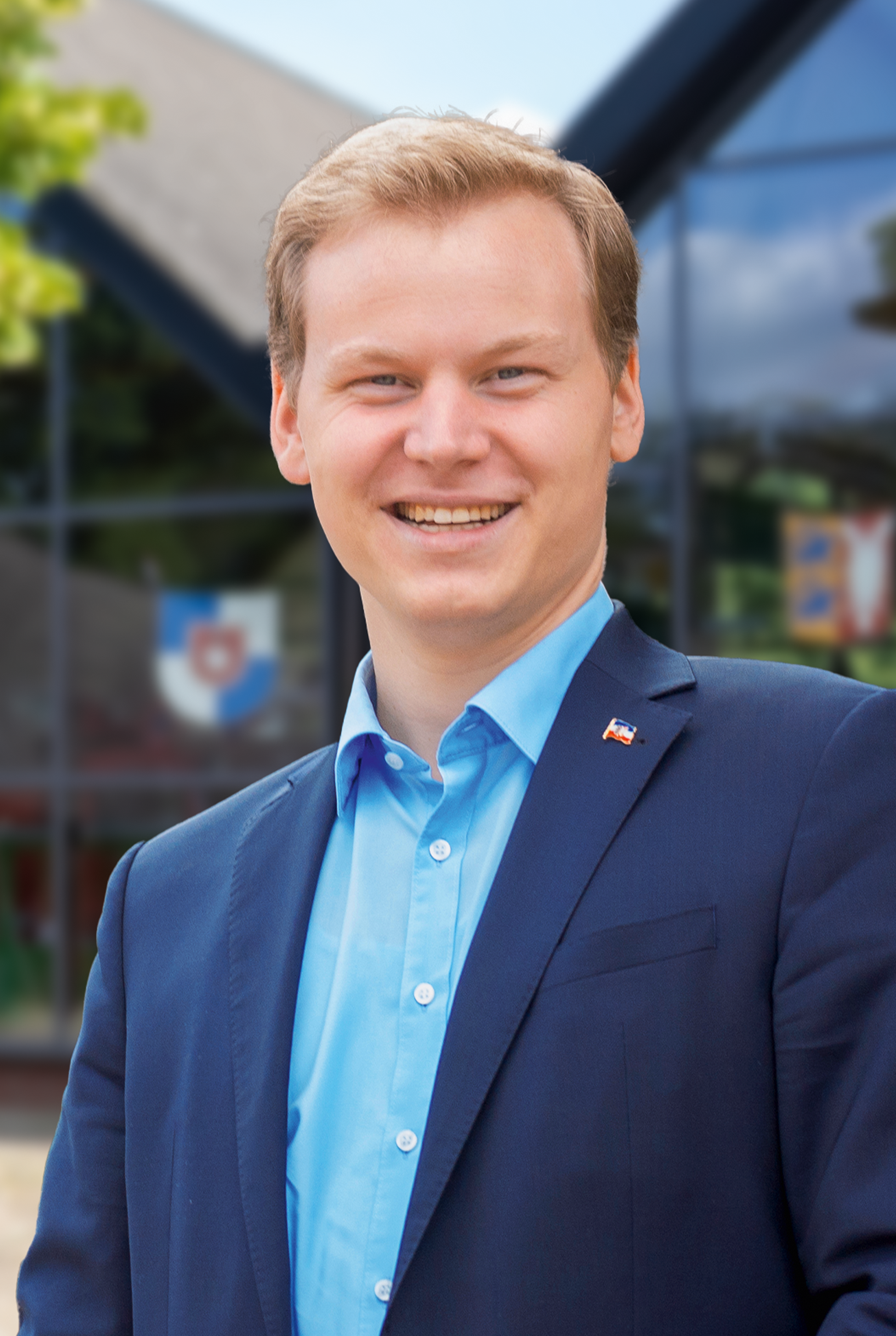
Patrick Pender (2022)

Patrick Pender (* 7. Juli 1996 in Hamburg) ist ein deutscher Politiker (CDU) und ab dem 7. Juni 2022 Mitglied des Landtages von Schleswig-Holstein.

## Leben
Pender ist in Norderstedt aufgewachsen. Von 2006 bis 2015 besuchte er das Gymnasium Harksheide und machte 2012/13 ein Auslandsjahr an der High School Cedar Springs in Michigan, USA. Nach seinem Abitur 2015 absolvierte Pender ein Duales Studium der Betriebswirtschaftslehre bei einem Energiekonzern an der Nordakademie Elmshorn. Anschließend begann er nach seinem Bachelor 2019 ein berufsbegleitendes Masterstudium.

## Politik
Pender war 2012 Mitglied des Ortsvorstandes der Jusos Norderstedt. 2016 trat er in die CDU ein und arbeitete 2017 im Europäischen Parlament in Brüssel für den Europaabgeordneten Reimer Böge. Von 2018 bis 2020 war er Vorsitzender der Jungen Union Norderstedt und kooptiertes Mitglied im Vorstand des CDU-Ortsverbandes.

### Kommunalpolitik
Seit Mai 2018 ist Patrick Pender gewählter Stadtvertreter für die CDU Norderstedt für den Wahlkreis 19 (Glashütte). Für seine Fraktion ist er Sprecher im Ausschuss für Stadtentwicklung und Verkehr sowie Wortführer im Jugendhilfeausschuss.

### Landtag
Im September 2020 kündigte Pender seine Bewerbung zum Direktkandidaten für die Landtagswahl in Schleswig-Holstein 2022 im Landtagswahlkreis Norderstedt an. Bei der Wahlkreismitgliederversammlung am 5. Juni 2021 setzte er sich im zweiten Wahlgang mit 75 zu 45 Stimmen gegen die amtierende Landtagsabgeordnete Katja Rathje-Hoffmann durch. Bei der Wahl am 8. Mai gewann er den Wahlkreis direkt mit 39,7 Prozent der Stimmen und zog in den neuen Schleswig-Holsteinischen Landtag ein.